# Vincent Stanislaus Waters
Vincent Stanislaus Waters (* 15. August 1904 in Roanoke, Virginia; † 3. Dezember 1974 in Raleigh, North Carolina) war ein US-amerikanischer Geistlicher und römisch-katholischer Bischof von Raleigh.

## Leben
Vincent Stanislaus Waters empfing am 8. Dezember 1931 in Rom durch Kurienkardinal Francesco Marchetti Selvaggiani das Sakrament der Priesterweihe für das Bistum Richmond. 
Papst Pius XII. ernannte ihn am 10. März 1945 zum Bischof von Raleigh. Der Bischof von Richmond, Peter Leo Ireton, spendete ihm am 15. Mai desselben Jahres in der Kathedrale von Richmond die Bischofsweihe. Mitkonsekratoren waren der Bischof von Savannah-Atlanta, Gerald Patrick O’Hara, und der Bischof von Charleston, Emmet Michael Walsh. Die Amtseinführung im Bistum Raleigh fand am 15. Juni 1945 statt. Sein Wahlspruch war Omnia per Mariam (deutsch: Alles durch Maria).
Er nahm an allen vier Sitzungsperioden des Zweiten Vatikanischen Konzils als Konzilsvater teil.